# Les Échos
Les Échos is een Frans liberaal dagblad dat vooral economisch en financieel nieuws brengt. Het is in 1908 opgericht door de broers Robert en Émile Servan-Schreiber, beide journalisten en schrijvers. Oorspronkelijk was het een maandblad, met als titel Les Échos de l’Exportation. Vanaf januari 1913 verscheen het wekelijks, en sinds 1928 is het een dagblad, onder de huidige titel. Het verschijnt op maandag tot en met vrijdag. De totale oplage (papier en elektronisch samen) schommelt sinds 1999 tussen de 120.000 en 130.000 exemplaren.
Les Échos is eigendom van de Groupe Les Échos-Le Parisien, op zijn beurt onderdeel van Louis Vuitton Moët Hennessy.  